# Brimosaurus
Brimosaurus là một chi thằn lằn cổ rắn, được Leidy mô tả khoa học năm 1855.